# Frank Mentrup

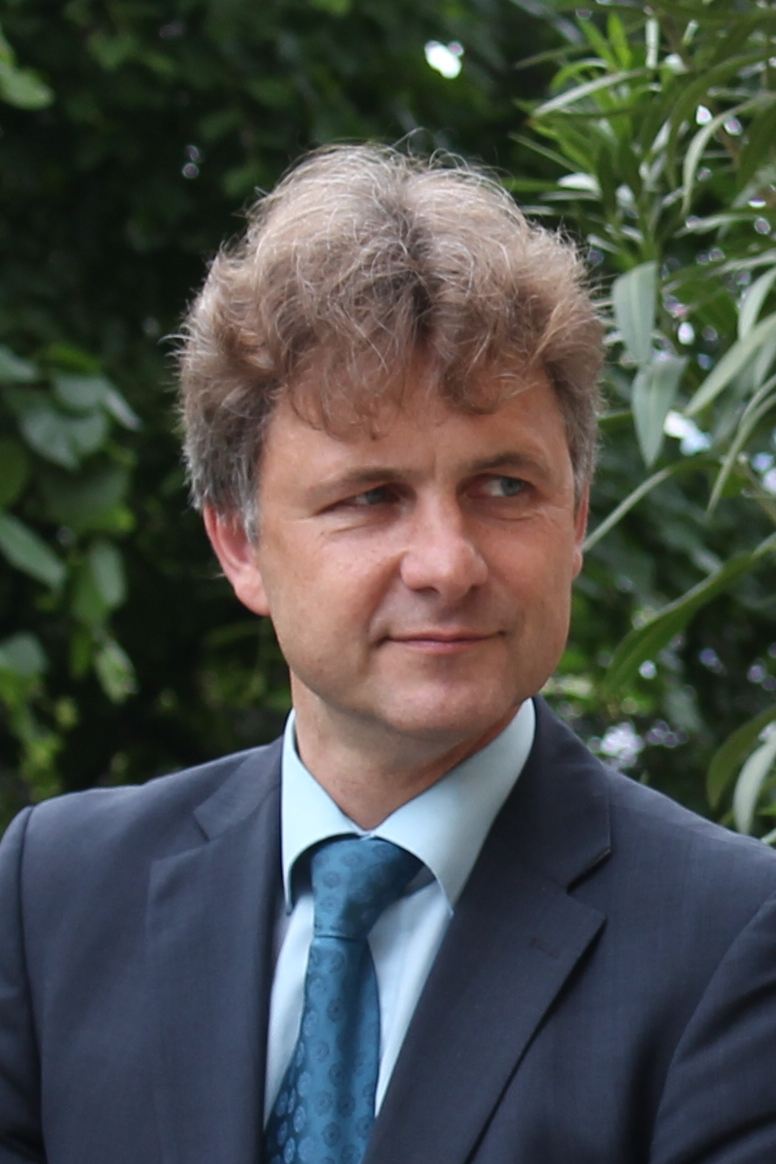
Frank Mentrup (2011)

Frank Mentrup (* 24. Oktober 1964 in Mannheim) ist ein deutscher Politiker (SPD). Seit dem 1. März 2013 ist er Oberbürgermeister der Stadt Karlsruhe.

## Leben und Beruf
Nach dem Abitur 1984 am Moll-Gymnasium in Mannheim absolvierte Frank Mentrup, ein Sohn des Germanisten Wolfgang Mentrup, während des Zivildiensts beim Arbeiter-Samariter-Bund eine Ausbildung zum Rettungssanitäter. Von 1985 bis 1992 studierte er Medizin in Heidelberg und Mannheim.
Er war von 1993 bis 2006 am Mannheimer Zentralinstitut für Seelische Gesundheit in der Kinder- und Jugendpsychiatrie sowie in der Gemeindepsychiatrie tätig. Als Arzt beriet und betreute er dort die sozialen und beruflichen Integrationsangebote des Internationalen Bundes (IB), und des Berufsfortbildungswerks des DGB (bfw) und des Elisabeth-Lutz-Hauses für RPK-Plätze.
Danach war er von 2006 bis 2011 Assistenzarzt in der Kinder- und Jugendpsychiatrie am Städtischen Klinikum Karlsruhe.

## Privates
Frank Mentrup ist seit 1990 mit der Zeithistorikerin Andrea Hoffend verheiratet und hat zwei Söhne und zwei Töchter.

## Mannheimer Kommunalpolitiker
1983 trat Mentrup in die SPD ein und übernahm 1990 den Kreisvorsitz der Mannheimer Jusos.
Er war von 1989 bis 1994 Mitglied im Bezirksbeirat von Mannheim-Lindenhof. Von 1994 bis 2007 saß er für die SPD im Gemeinderat von Mannheim. Dort war Mentrup von 2001 bis 2006 ihr Vorsitzender. In dieser Funktion war er u. a. auch Aufsichts- bzw. Verwaltungsrat bei der MVV Energie AG, der Universitätsklinikum GmbH (heute UMM), der Wohnungsbaugesellschaft GBG und der Stadtmarketing GmbH.
Im Juni 2006 unterlag er bei der parteiinternen Auswahl des Kandidaten für die Mannheimer Oberbürgermeisterwahl 2007 gegen Peter Kurz.

## Baden-Württembergischer Landespolitiker

### Mannheimer Landtagsabgeordneter
Der damals 41-jährige Mentrup kandidierte im März 2006 im Wahlkreis 35 (Mannheim-Nord) für den Landtag von Baden-Württemberg und wurde mit 40 % der Wählerstimmen gewählt. Er war damals der einzige SPD-Kandidat in Baden-Württemberg, der ein Direktmandat erhielt. In der SPD-Landtagsfraktion übernahm Mentrup den Vorsitz des Arbeitskreises Schule, Jugend und Sport und die Funktion des bildungspolitischen Sprechers.

### Ettlinger Landtagsabgeordneter
Bei der Landtagswahl im März 2011 kandidierte er nicht mehr im Wahlkreis Mannheim-Nord, sondern im Wahlkreis Ettlingen. Er errang hinter den CDU-Kandidaten Werner Raab, der 41 % der Stimmen erhielt, das Zweitmandat mit 25,1 %.

### Parlamentarischer Staatssekretär
Nach der Wahl wurde er Mitte Mai 2011 zum parlamentarischen Staatssekretär im Ministerium für Kultus, Jugend und Sport mit den Zuständigkeitsbereiche die frühkindliche Bildung und die Privatschulen, zunächst unter der Ministerin Gabriele Warminski-Leitheußer und danach unter ihrem Nachfolger Andreas Stoch.

Am 1. März 2013 legte er das Amt des Staatssekretärs nieder und am 15. März 2013 sein Landtagsmandat. Seinen Staatssekretär-Posten übernahm Marion von Wartenberg und sein Landtagsmandat Anneke Graner.

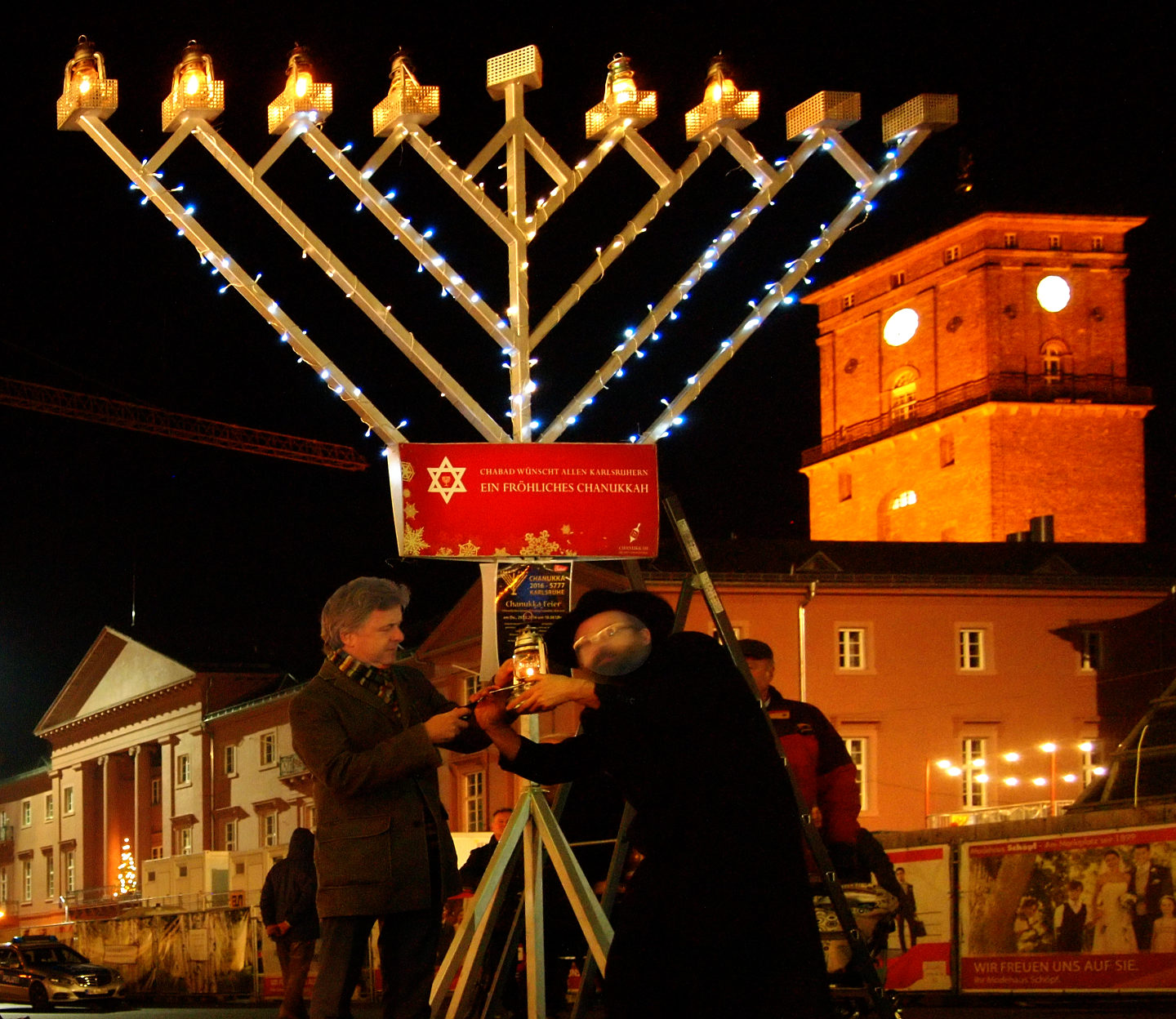
Mentrup 2016 als Ehrengast bei der Chanukka-Feier vor dem Rathaus

## Karlsruher Oberbürgermeister
2012 bewarb sich Mentrup um die Nachfolge von Heinz Fenrich als Oberbürgermeister von Karlsruhe. Unterstützt wurde er von der SPD, dem Bündnis 90/Die Grünen, der Karlsruher Liste (KAL) und der Piratenpartei. Am 2. Dezember 2012 wurde Frank Mentrup mit 55,26 % im ersten Wahlgang zum neuen Oberbürgermeister gewählt. Indem er sich gegen den CDU-Kandidaten Ingo Wellenreuther durchsetzte, welcher 35,41 % der Stimmen erhielt, beendete Mentrup die seit 1970 dauernde Ära von CDU-Oberbürgermeistern in Karlsruhe. Er trat das Amt am 1. März 2013 an.
Am 6. Dezember 2020 wurde Mentrup im ersten Wahlgang mit 52,6 % der Stimmen erneut zum Oberbürgermeister gewählt. Er setzte sich dabei unter anderem gegen den CDU-Kandidaten Sven Weigt durch.
Im August 2023 wurde Mentrup zum Präsidenten des Städtetags Baden-Württemberg und in das Präsidium des Städtetages Deutschland gewählt.

## Vorstandstätigkeit
- Präsident des Deutschen Bibliotheksverbands (dbv)[20]
- Präsident der deutschen Sektion im Rat der Gemeinden und Regionen Europas (RGRE)[21]
- Vorsitzender des Landesverbandes Baden-Württemberg im Deutschen Bibliotheksverband (dbv)[22]
- Vorsitzender der Initiative Magistrale für Europa[23]
- Vorstand des Städtetages Baden-Württemberg[24]
- Mitglied im Vorstand des Fördervereins FORUM RECHT e. V.[25]

## Frühere Vorstandstätigkeit
- Vorsitzender Gesundheitstreffpunkt (Trägerverein der Selbsthilfe-Kontaktstelle Mannheim)[26][27]
- Vorsitzender der Karlsruher Vereinigung zur Förderung psychisch erkrankter Kinder und Jugendlicher (KAV)[28][29][30][31]
- Verwaltungsausschuss Agentur für Arbeit Mannheim[32][33]
- Kuratorium des Internationalen Bundes (IB) – Bildungszentrum Mannheim[34][35]

## Frühere Beratertätigkeit
- Beirat der Freunde des Nationaltheaters[36][37]

## Mitgliedschaften
- Arbeiter-Samariter-Bund (ASB)
- Bund für Umwelt und Naturschutz Deutschland (BUND)
- Karlsruher SC[38]
- Lernort Zivilcourage & Widerstand (Gründungsmitglied)[39][40]
- ver.di
- Verkehrsclub Deutschland[41]

### Frühere Mitgliedschaften
- Förderverein des MFC 08 Lindenhof[42][43]
- Luisenpark-Freunde[44][45]
- Förderkreis der Kunsthalle[46][47]